# هلن ام. دانکن
هلن مارگارت دانکن (۳ مه ۱۹۱۰ – ۱۴ اوت ۱۹۷۱) یک زمین‌شناس و دیرینه‌شناس در اداره زمین‌شناسی ایالات متحده آمریکا بود که از سال ۱۹۴۵ تا ۱۹۷۱ در شاخه دیرینه‌شناسی و چینه‌شناسی فعالیت می‌کرد. دانکن یکی از برجسته‌ترین زنان در بخش زمین‌شناسی سینسیناتی شناخته می‌شد؛ مشارکت‌های او در بنیاد تحقیقات لیپالیان و نمایش‌های پیک و چکش از دیگر کارهای او در زمان خود بودند. دانکن راه را برای بسیاری از محققان زمین‌شناسی با کشفیات خود دربارهٔ سوابق فسیلی و مطالعاتش در زمینه دیرینه‌شناسی و چینه‌شناسی هموار کرد.

## اوایل زندگی
در سال ۱۹۱۰، دانکن در مدفورد، اورگان به دنیا آمد و در نزدیکی ویرجینیا سیتی، مونتانا بزرگ شد. باوجود اینکه در مدفورد به دنیا آمده بود، ویرجینیا سیتی را خانه خود می‌دانست. اطلاعات زیادی دربارهٔ خانواده دانکن موجود نیست، زیرا او مسائل خانوادگی خود را بسیار خصوصی نگه می‌داشت. دانکن به دلیل تأثیر پروفسور چارلز اف. دیس به زمین‌شناسی علاقه‌مند شد.

## تحصیلات
در دوران تحصیل خود، دانکن به‌عنوان کتابدار و مدرس در دانشگاهش فعالیت می‌کرد. با علاقه اصلی به زمین‌شناسی، دانکن در دانشگاه مونتانا تحصیل کرد و در سال ۱۹۳۴ مدرک کارشناسی خود را دریافت نمود. چند سال بعد، در سال ۱۹۳۷، مدرک کارشناسی ارشد خود را از همان دانشگاه دریافت کرد.
هم‌زمان با موفقیت در اخذ مدرک کارشناسی ارشد، دانشگاه میشیگان تصمیم گرفت پایان‌نامه کارشناسی ارشد دانکن با عنوان بریوزوآهای ترپستوماتا از گروه تراورس در میشیگانرا منتشر کند. دانکن در این پایان‌نامه به مشاهدات و پژوهش‌های دقیق خود دربارهٔ بریوزوآها پرداخت.
کارهای دانکن تأثیر شگرفی بر زمین‌شناسی داشت. آثار او به‌عنوان «کلاسیک در زمینه خود» ارزیابی شد و به دیگران کمک کرد تا انواع مختلفی از مرجان‌های فسیلی را از طریق توصیفات او شناسایی کنند. بین سال‌های ۱۹۳۹ تا ۱۹۴۱، دانکن در دانشگاه سینسیناتی تحصیل کرد و در بخش زمین‌شناسی به‌عنوان دستیار فعالیت نمود.
علاوه بر این، پیش از پیوستن به اداره زمین‌شناسی ایالات متحده آمریکا (USGS) برای کار بر روی پروژه‌های نظامی، در سال ۱۹۴۲ به بخش تحقیقات علوم کاربردی به‌عنوان دستیار منتقل شد.

## حرفه
دانکن در سال ۱۹۴۲ به‌عنوان ویراستار به اداره زمین‌شناسی ایالات متحده آمریکا (USGS) پیوست و در سال ۱۹۴۵ به‌عنوان زمین‌شناس مشغول به کار شد. در دوران همکاری با USGS طی جنگ جهانی دوم، او در پروژه زمان جنگ فلورسپار زیر نظر جیمز استیل ویلیامز فعالیت کرد. ایالات متحده در طول جنگ جهانی دوم یکی از تولیدکنندگان بزرگ فلورسپار بود. فلورسپار/فلوریت به‌عنوان ماده‌ای حیاتی در طول جنگ جهانی دوم طبقه‌بندی شد، زیرا بخش بزرگی از مصرف ایالات متحده از این ماده معدنی مهم صنعتی از طریق واردات تأمین می‌شد.
پس از پایان جنگ، او به‌عنوان دیرینه‌شناس فعالیت خود را آغاز کرد. تحقیقات او زمینه‌های گسترده‌ای را شامل می‌شد و شناسایی بریوزوآی پالئوزوییک پایانی و دیگر مرجان‌ها را در بر می‌گرفت. این مسئولیت او را به تحلیل جلبک‌ها، آرکئوکیاتیدها و هیدروزواها نیز کشاند. دانکن بیش از ۴۰۰ رکورد فسیلی را هم در دوران همکاری با USGS و هم پس از آن تولید کرد.
در طول حرفه‌اش، دانکن به دلیل کارهای برجسته‌اش در زمینه مرجان‌های فسیلی و بریوزوآ شهرت چشمگیری به دست آورد. او اولین کسی بود که بیگهورنیا را شناسایی کرد. این کار بسیار مهم بود زیرا بیگهورنیا تفاوت قابل توجهی با مرجان‌های مرجان شاخی فسیلی پیدا شده در شرق ایالات متحده داشت.
اسناد هلن ام. دانکن دوران حرفه‌ای او در اداره زمین‌شناسی ایالات متحده (USGS) و تحقیقات او در زمینه بریوزوآهای فسیلی را مستند می‌کند. این اسناد شامل مکاتبات ورودی و خروجی با همکاران، عمدتاً در مورد شناسایی نمونه‌ها، گزارش‌های نمونه‌های بررسی‌شده و یادداشت‌ها، فهرست‌ها، پیش‌نویس مقالات و مواد مرتبط با تحقیقات اوست. بخش عمده‌ای از کارهای او به شناسایی و همبستگی مرجان‌های فسیلی در غرب ایالات متحده و کانادا که قبلاً شناسایی نشده بودند، مربوط می‌شود.
از طریق این تلاش‌ها، تأثیر او به حدی بود که توصیفات فسیلی او می‌تواند برای شناسایی فسیل‌های شاخص برای دوره‌های زمین‌شناسی اردویسین و سیلورین مورد استفاده قرار گیرد.
تحقیقات دانکن دربارهٔ جانوران مرجانی اردویسین و سیلورین، توزیع مرجان‌ها را در ایالت‌های غربی آمریکا از جمله کلرادو، آیداهو، مونتانا، نیومکزیکو، نوادا، داکوتای جنوبی، تگزاس، یوتا، واشینگتن و وایومینگ تحلیل کرد. این کار مرجان‌های زیادی را که توسط انتشارات قبلی آمریکایی نادیده گرفته یا به اشتباه شناسایی شده بودند، برجسته و تصویرسازی کرد.
انتشارات دانکن تفاوت‌های مرجان‌های اردویسین و سیلورین را نشان داده و شناسایی کرد.
کارهای گسترده دانکن ویژگی‌ها و توزیع مرجان‌های اردویسین ابتدایی، میانی و پایانی و همچنین مرجان‌های سیلورین را متمایز کرد.
تحقیقات او همچنین بخشی از تصاویر دقیق مرجان‌های یافت‌شده در جانوران غربی را شامل می‌شود.
کارهای دانکن بسیار دقیق و موشکافانه بود و توصیفات او همچنان به‌عنوان نمونه‌ای از دقت در کلاس‌های دیرینه‌شناسی مدرن استفاده می‌شود. به‌عنوان مثال، دیرینه‌شناس جی. توماس دوترو جونیور از دانکن برای تعیین «یک استاندارد بالا» که بر کار خود او نیز تأثیر گذاشت، قدردانی کرد.
آن‌ها به کمک آثار بالتز و رید (۱۹۶۰، صفحه ۱۷۶۶) دربارهٔ امکان وجود یک عصر میسیسیپین ابتدایی به نتیجه رسیدند.